# Vamos, atrévete
Vamos, atrévete (en hangul, 발칙하게 고고; romanización revisada, Balchikhage Gogo) también conocida como Cheer Up! o Sassy, Go Go, es una serie de televisión surcoreana emitida durante 2015 y protagonizada por Jung Eun Ji, Lee Won Keun, Chae Soo Bin y Cha Hak Yeon (N).
Fue transmitida por KBS 2TV, desde el 5 de octubre hasta el 10 de noviembre de 2015, finalizando con una longitud de 12 episodios al aire las noches de los días lunes y martes a las 22:00 (KST). Narra la historia de unos jóvenes que practican animación en una escuela secundaria de Seúl.

## Argumento
En la escuela Secundaria Sevit en Seúl, dos grupos de actividades extra escolares compiten por su continuidad y sobrevivir en un ambiente académico vicioso que premia a los inteligentes y ricos y lanza hacia abajo en los menos dotados intelectualmente. Por un lado esta Kang Yeon Doo (Jung Eun Ji) es el líder del club de baile Real King, unidos como resultado de sus bajas calificaciones y por otro lado esta Kim Yeol (Lee Won Keun) el líder de Baek Ho, un club de élite compuesto por los mejores estudiantes. 
Tras una serie de problemas y enfrentamientos por sus diferencias, la administración de la secundaria decide fusionarlos con la idea de formar un grupo de chearleading, por lo tanto Real King y Baek Ho se ven obligados a poner sus diferencias a un lado y seguir adelante como una sola agrupación.

## Reparto

### Personajes principales
- Jung Eun Ji como Kang Yeon Doo.
- Lee Won Keun como Kim Yeol.
- Chae Soo Bin como Kwon Soo Ah.
- Cha Hak Yeon (N) como Ha Dong Jae.
- Ji Soo como Seo Ha Joon.

### Personajes secundarios
Real King
- Kim Min Ho como Min Hyo Shik.
- Kang Min Ah como Park Da Mi.
- Son Bum Joon como Cha Seung Woo.
- Oh Woon como Joon Soo.
- Park Yoo-na como Kim Kyung-eun.

Baek Ho
- Shin Jae Ha como Choi Tae Pyung.
- Jung Hae Na como Han Jae Young.
- Kang Goo Reum como Kim Na Yeon.

Dirección
- Kim Ji Suk como Yang Tae Bum.
- Park Hae Mi como Choi Kyung Ran.
- In Gyo-jin como Lim Soo Yong.[4]

Consejo de padres
- Kim Yeo Jin como Park Sun Young.
- Choi Deok-moon como Kim Byung-jae.
- Go Soo Hee como Choi Hyun Mi.
- Kil Hae Yeon como Lee Shil Jang.
- Jo Won Hee como Padre de Jo Won Hee.

### Otros personajes
- Lee Mi Do como Nam Jung Ah.
- Cho Mo Se
- Byungchan Cameo en Ep. 1
- Ha Yeon Woo
- Yoon Mi Hyang
- Kim Jae-yong
- Seol Ji Yoon
- Oh Jung Won
- Lee Tae Gum
- Choi Yoon Joon
- Go In Bum
- Lee Jae Wook

## Banda sonora
1. Ja Doo - «Turtles Fly».
2. Han Byul - «Shooting Star».
3. Lizzy (After School) (feat. Kanto) - «Flower».

## Emisión internacional
- Canadá: All TV (2015).
- Hong Kong: TVB Korean Drama (2016).
- Taiwán: EBC (2017).